# 카운터-스트라이크
《카운터-스트라이크》(영어: Counter-Strike, 약칭: CS)는 1인칭 슈팅 비디오 게임 시리즈이다.

## 시리즈 목록
| 1999 | 카운터-스트라이크                  |
| 2000 |                                    |
| 2001 |                                    |
| 2002 |                                    |
| 2003 |                                    |
| 2004 | 카운터-스트라이크: 컨디션 제로     |
| 2004 | 카운터-스트라이크: 소스            |
| 2004 | 카운터-스트라이크 네오             |
| 2005 |                                    |
| 2006 |                                    |
| 2007 |                                    |
| 2008 | 카운터-스트라이크 온라인           |
| 2009 |                                    |
| 2010 |                                    |
| 2011 |                                    |
| 2012 | 카운터-스트라이크: 글로벌 오펜시브 |
| 2013 | 카운터-스트라이크 온라인 2         |
| 2014 | 카운터-스트라이크 넥슨: 스튜디오   |